# UTC±00:00
UTC±00:00 svarer til følgende tider:
- UTC, basis for tidsangivelser på Jorden
- Vesteuropæisk tid

## Som standardtid

### Hele året
- Burkina Faso
- Elfenbenskysten
- Gambia
- Ghana
- Guinea
- Guinea-Bissau
- Liberia
- Mali
- Mauretanien
- São Tomé og Príncipe
- Senegal
- Sierra Leone
- Togo

- Grønland (nordøst, omkring Danmarkshavn)
- Island
- Sankt Helena, Ascension og Tristan da Cunha (britiske besiddelser)
- Dele af Antarktis

## Som vintertid
- Spanien:
  -  De Kanariske Øer
- Portugal (bortset fra Azorerne)
- Irland
- Storbritannien, herunder:
  -  Alderney
  -  Guernsey
  -  Herm
  -  Isle of Man
  -  Jersey
  -  Sark
- Færøerne

## Som sommertid
- Grønland (øst, omkring Ittoqqortoormiit)
- Portugal (Azorerne)